# Greytown (Nouvelle-Zélande)
Greytown (maori de Nouvelle-Zélande : Te Hupenui), 2 202 habitants (recensement de 2013), est une ville de la région de Wairarapa en Nouvelle-Zélande, dans l'île du Nord. Elle est située à 80 km au nord-est de Wellington et 25 kilomètres au sud-ouest de Masterton, sur l'autoroute nationale n°2 (State Highway 2).
La ville a été récompensée par le titre de « Plus belle petite ville de Nouvelle-Zélande en 2017 », dans la catégorie des villes de moins de 5 000 habitants.

## Histoire
Greytown tient son nom du gouverneur général Sir George Grey qui a favorisé l'achat des terres par le peuple local Maori. Le territoire a d'abord été colonisé selon le « Small Farms Association Settlement Scheme » du 27 mars 1854. Il devient « Borough » en 1878 et une circonscription du « South Wairarapa District Council » en 1989.
La première célébration de l'Arbor Day en Nouvelle-Zélande a lieu à Greytown le 3 juillet 1890. La « Greytown Beautification Society » fait alors le maximum pour que les motivations premières perdurent de nombreuses années, particulièrement Stella Bull Park et le panneau qui stipule : « Seul Dieu peut créer un arbre »". La ville possède de nombreux arbres exceptionnels et un registre permet de les préserver.

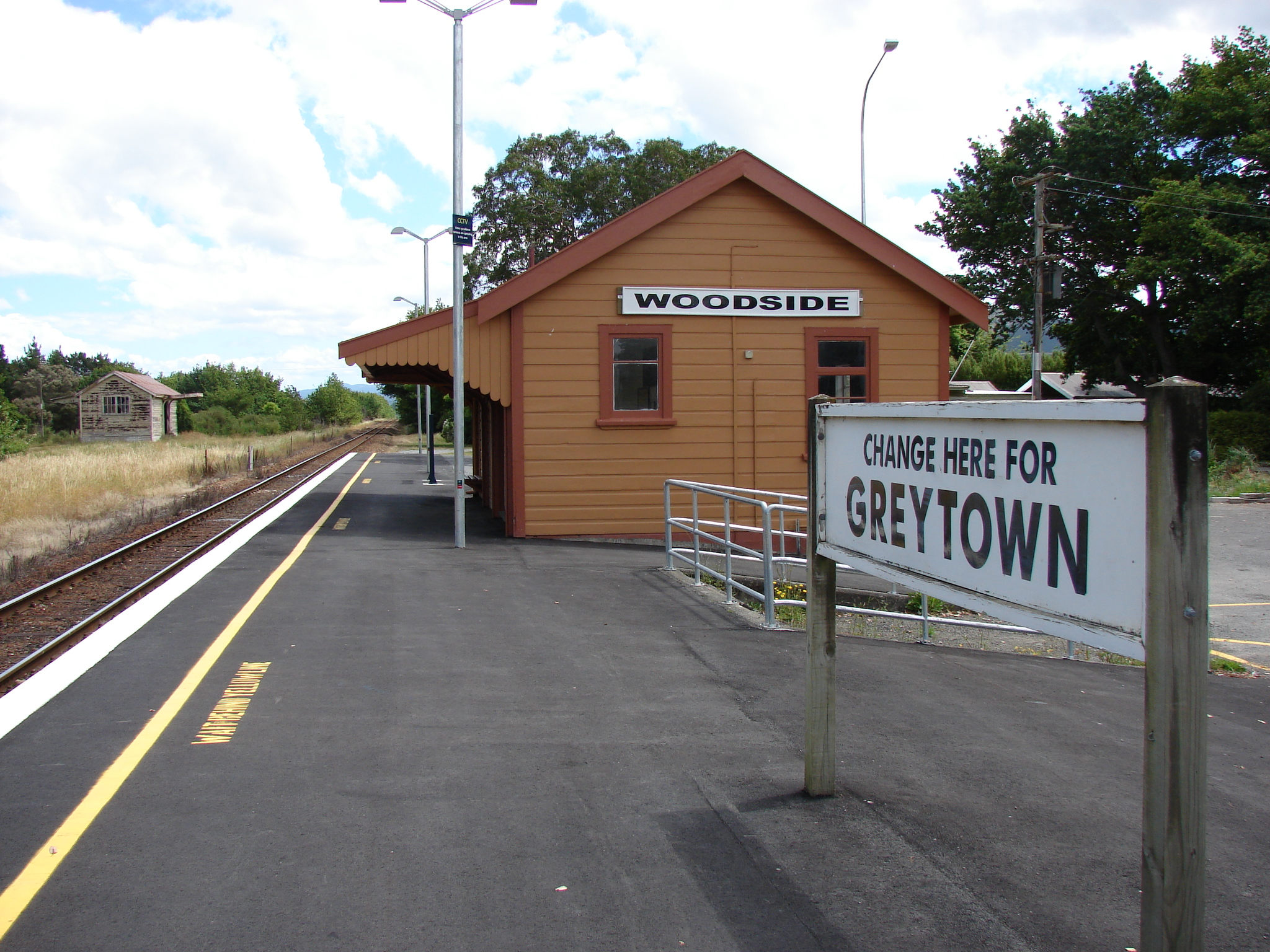
La gare de Woodside dessert Greytown.

Dans les années 1870, quand le ministre du travail de Nouvelle-Zélande annonce que la ligne de chemin de fer « Wairarapa Line », devant relier Featherston et Masterton ne passera pas par Greytown, les protestations locales permettent d'obtenir une desserte jusqu'à Woodside qui ouvre le 14 mai 1880. Pendant quelques mois, la gare de Greytown est alors le terminus de la Wairarapa Line avant que n'entre en service l'extension de Woodside à Masterton. Comme cette branche n'était guère fréquentée, elle ferme le 24 décembre 1953, ses revenus se limitant à un dixième de son coût d'exploitation. Les voyageurs de Greytown sont depuis pris en charge par la gare de Woodside sur la Wairarapa Line.

## Tourisme
Greytown est une destination populaire pour le week-end et les vacances.
La rue principale possède un grand nombre de commerces, de magasins d'antiquités et de cafés.
Le terrain de camping, près du mémorial des soldats des deux guerres mondiales, connait l'affluence lors des longs week-ends et pendant les périodes de vacances.
La natation est gratuite au « Greytown Memorial Park » qui contient un monument en hommage aux hommes de Greytown qui ont donné leur vie pendant les deux guerres mondiales.
À l'intérieur du parc, 117 tilleuls ont été plantés en 1922 en mémoire des 117 soldats locaux qui se sont sacrifiés lors de la Première Guerre mondiale.
Avec la popularité grandissante du cyclisme, le « Woodside Rail Trail » est de plus en plus fréquenté. Avec ses cinq kilomètres, le parcours traverse des paysages agricoles, des zones où poussent des arbres remarquables jusqu'à la gare de Woodside où se trouvent des points de vue sur « Tararua Ranges ».
La ville est reliée à Wellington et Masterton par le train et la New Zealand State Highway 2 qui comporte une route de montagne culminant au sommet du Rimutaka.

## Notoriété et architecture

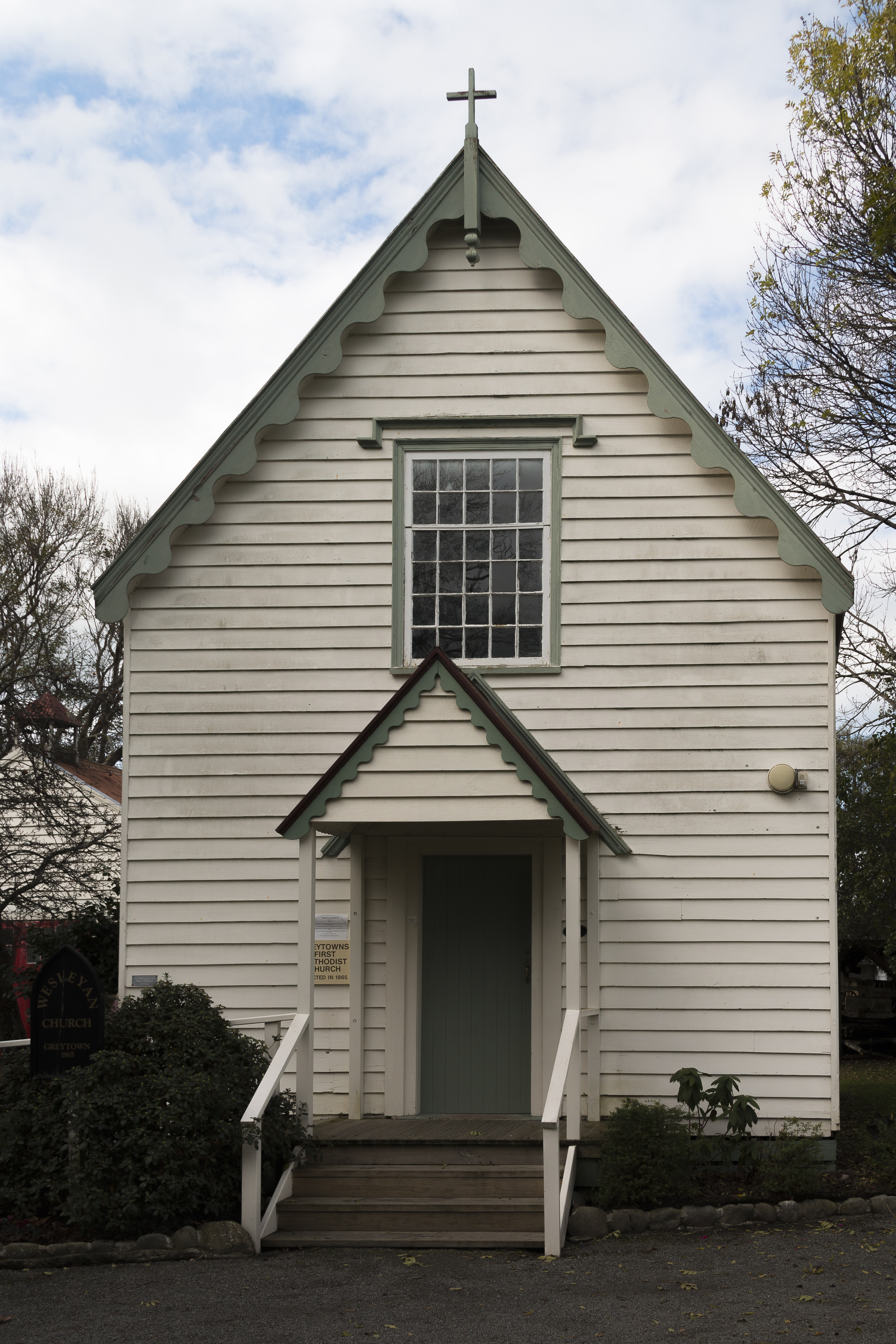
L'église Méthodiste.

La ville est fière de son histoire, prétendant posséder la rue principale d'architecture victorienne (Victorian architecture) la plus importante du pays et être la première ville de Nouvelle-Zélande dont l'architecture a été complètement planifiée.
Elle s'est appuyée sur ces affirmations pour entreprendre une revitalisation architecturale. Par exemple, la façade de la boucherie datant de 1970 a été transformée dans le style victorien. La ville souhaite maintenir le style d'antan et en 2016-2017, six immeubles d'importance ont été rénovés dans ce sens, ce qui a incité la ville à participer au concours pour la « plus belle petite ville de Nouvelle-Zélande ».
Cobblestones Museum, un musée d'histoire régionale, 167 Main Street, possède six constructions Historic Places Trust category II. En 2014, s'est ouverte une exposition sur Greytown et l'histoire de Wairarapa.
Le Greytown Hotel revendique être un des plus anciens hôtels du pays encore debout
Greytown a été appelé "The fruit bowl of the Wairarapa" quand des fruits étaient produits à l'ouest de la ville dans les vergers Westhaven et Pinehaven.
Les Kidds arrivent à Greytown en 1906 venant de Wanganui où ils ont déjà produit des fruits. En 1910, ils achètent une ferme de 20 acres dans Udy Street. Ils y plantent des cassissiers, des groseilliers à maquereaux et des pommiers. L'horticulture est leur passion. La pollinisation croisée aboutit à la production de nouvelles variétés commerciales dont les plus notables seraient Kidd's Orange Red, Freyberg et Gala qui sont dorénavant mondialement connues.

## Enseignement
Greytown possède deux écoles:
- Greytown School est une école primaire d'état qui accueille 357 écoliers de un à huit ans en juillet 2017. Elle a été créée en 1857.
- Kuranui College est un collège d'état qui accueille 432 élèves de 9 à 13 ans en juillet 2017. Il a été créé en 1960, remplaçant les établissements de Carterton, Greytown, Featherston et Martinborough.

## Le parlement Māori

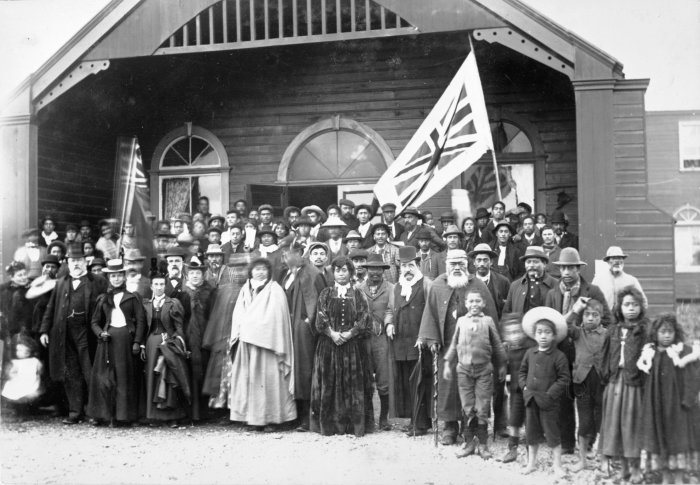
Ouverture du Māori Parliament à Pāpāwai, 1897, présidé par Premier Richard John Seddon.

Pāpāwai marae se trouve immédiatement à l'est de Greytown. Son siège, appelé Hikurangi, date de 1888 et tient sa réputation de ses ancêtres sculptés sur la façade du pā.
À la fin du XIXe siècle, c'était un lieu important de Te Kotahitanga, le parlement du mouvement Māori. Dans les années 1890, des sessions ont été tenues à Pāpāwai et ont été transcrites dans Huia Tangata Kotahi, journal en langue Māori, publié par Īhāia Hūtana, de 1893 à 1895.
Un grand bâtiment a été construit à Pāpāwai pour héberger le parlement, utilisé pour les sessions de 1897 et 1898. La parlement prit la décision de stopper la vente des terres Māori ; il reçut la visite du gouverneur général Lord Ranfurly et de Premier Richard Seddon. Au début des années 1910, Pāpāwai n'a pas été entretenu et ce n'est que dans les années 1960 que des travaux ont été entrepris pour la conservation des sculptures. À la fin des années 1980, le « marae » a été complètement restauré. Il est maintenant rendu à son plein usage pour la communauté.